# Padre e figlio (film 2003)
Padre e figlio (Otec i syn) è un film del 2003 diretto da Aleksandr Sokurov.
La pellicola è la seconda parte di una trilogia che il regista ha iniziato nel 1997 con Madre e figlio e che intende concludere con Fratello e sorella, non ancora realizzato.
Il film è stato presentato in concorso al 56º Festival di Cannes, vincendo il premio FIPRESCI, assegnato dalla critica internazionale.

## Riconoscimenti
- 2003 - Festival di Cannes
  - Premio FIPRESCI
- Associazione dei critici russi
  - Miglior scenografia